# 笠松町民体育館
笠松町民体育館（かさまつちょうみんたいいくかん）は、岐阜県羽島郡笠松町にある体育館である。地元では単に町民体育館とも称する。

## 概要
1972年（昭和47年）開館。笠松町中央公民館に併設する。尚、町民体育館と中央公民館は別々の建物であり、先に完成した町民体育館の隣に中央公民館が建設された経緯がある。

## 施設

### 1階
- 卓球場
- 剣道場
- 柔道場

### 2階
- 体育館フロアー

## 利用案内
- 開館時間：9時00分～21時30分
- 休館日
  - 年末年始（12月29日～1月3日）
  - 笠松町行事開催日（笠松春まつり、リバーサイドカーニバル、町民運動会など）

## アクセス
- 名鉄名古屋本線・竹鼻線「笠松駅」下車、徒歩で約5分。
- 笠松町公共施設巡回町民バス「中央公民館前」バス停より徒歩ですぐ。

## 周辺施設
- 笠松駅
- 岐阜県立岐阜工業高等学校
- 笠松町立笠松中学校